# Leif Herngren
Leif Ingemar Herngren, född 25 november 1936 i Karl Johans församling, Göteborg, är en svensk pastor inom Svenska Missionskyrkan tillika författare, socialdemokrat och fredsaktivist.
Herngren tog studentexamen 1956 och genomgick evangelistkurs 1957 samt telogiskt seminarium 1958-1960. Han arbetade inledningsvis som pastor i Strömstad och Krokstrand 1960-1963 och därefter som ungdomspastor i Uppsala från 1963. Han har också arbetat som distriktsföreståndare i Svenska Missionskyrkan. Internationellt har han studerat Sidas verksamhet i Etiopien, medborgarrättsrörelsen i USA, och deltagit som representant under olika fredskonferenser i Europa. Under 1970- och 1980-talen var han aktiv med att bygga upp ett samarbete mellan olika organisationer i Hammarkullen, bland annat i Hamsam. Herngren har också haft olika politiska uppdrag för Socialdemokraterna i Göteborgs kommun: ordförande Skoldistriktsnämnden Angered, ledamot i Göteborgs skolstyrelse, samt utbildningsnämnd.
Herngren var vapenvägrare. 1967-68 var han med i styrelsen och arbetsutskottet för Svenska Vietnamkommittén. I arbetsutskottet var han bland annat med och organiserade demonstrationen mot Vietnamkriget när Olof Palme gick bredvid Nordvietnams ambassadör. Under slutet av 1980-talet till början av 1990-talet var han ordförande i Kristna Fredsrörelsen i Sverige.
Herngren har publicerat fyra böcker, om korsets teologi, icke-våld och en trosbekännelse för sökare.
Leif Herngren är far till fredsaktivisten Per Herngren.